# Mønsted (by)
Mønsted er en lille by i Midtjylland med 720 indbyggere  (2024). Mønsted er beliggende 15 kilometer vest for Viborg og seks kilometer syd for Stoholm. Byen ligger i Region Midtjylland og hører til Viborg Kommune.
Mønsted er beliggende i Mønsted Sogn. Mønsted Kalkgruber ligger tæt ved byen.